# Плассак (Приморская Шаранта)
Пласса́к (фр. Plassac) — коммуна во Франции, находится в регионе Пуату — Шаранта. Департамент коммуны — Приморская Шаранта. Входит в состав кантона Сен-Жени-де-Сантонж. Округ коммуны — Жонзак.
Код INSEE коммуны — 17279.

## Население
Население коммуны на 2010 год составляло 630 человек.
| 1962 | 1968 | 1975 | 1982 | 1990 | 1999 | 2010 |
| ---- | ---- | ---- | ---- | ---- | ---- | ---- |
| 435  | 384  | 368  | 339  | 387  | 388  | 630  |